# Ham-les-Moines
Ham-les-Moines est une commune française située dans le département des Ardennes, en région Grand Est.

## Géographie
| Sormonne            | Lonny          | Cliron   |
|                     | Ham-les-Moines |          |
| Remilly-les-Pothées | Saint-Marcel   | Haudrecy |

### Hydrographie
La commune est dans le bassin versant de la Meuse au sein du bassin Rhin-Meuse. Elle est drainée par la Sormonne, le ruisseau le Thin et le ruisseau l'Ormeau,.
La Sormonne, d'une longueur de 56 km, prend sa source dans la commune de Taillette et se jette  dans la Meuse à Warcq, après avoir traversé 23 communes.

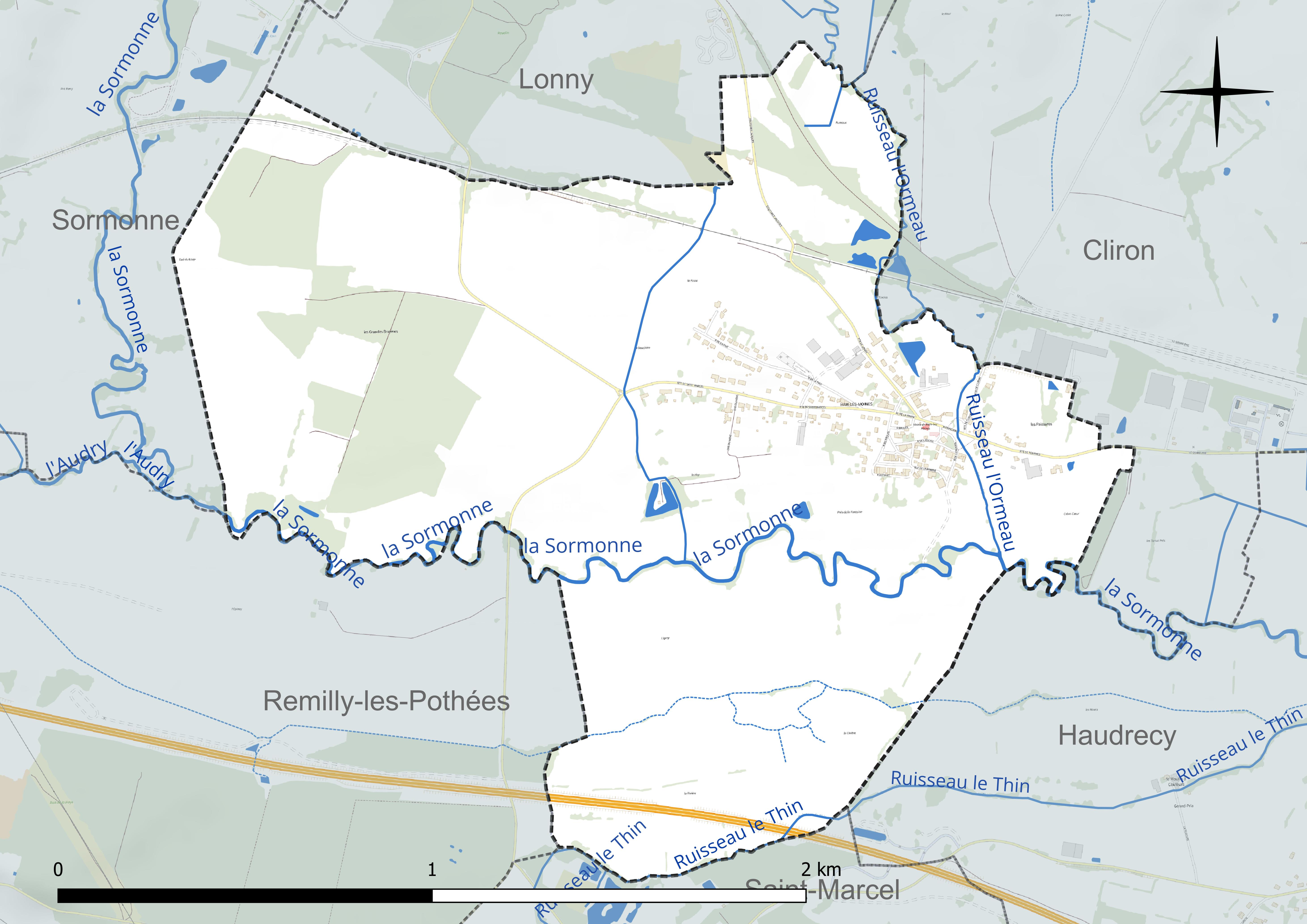
Réseau hydrographique de Ham-les-Moines.

Le ruisseau le Thin, d'une longueur de 22 km, prend sa source dans la commune de Dommery et se jette  dans la Sormonne à Haudrecy, après avoir traversé six communes.

### Climat
Pour des articles plus généraux, voir Climat du Grand Est et Climat des Ardennes.
En 2010, le climat de la commune est de type climat des marges montargnardes, selon une étude du Centre national de la recherche scientifique s'appuyant sur une série de données couvrant la période 1971-2000. En 2020, Météo-France publie une typologie des climats de la France métropolitaine dans laquelle la commune est exposée à un climat océanique altéré et est dans une zone de transition entre les régions climatiques « Nord-est du bassin Parisien » et « Lorraine, plateau de Langres, Morvan ».
Pour la période 1971-2000, la température annuelle moyenne est de 9,8 °C, avec une amplitude thermique annuelle de 15,3 °C. Le cumul annuel moyen de précipitations est de 898 mm, avec 12,8 jours de précipitations en janvier et 9,4 jours en juillet. Pour la période 1991-2020, la température moyenne annuelle observée sur la station météorologique de Météo-France la plus proche, « Charleville-Méz. », sur la commune de Charleville-Mézières à 9 km à vol d'oiseau, est de 9,9 °C et le cumul annuel moyen de précipitations est de 928,4 mm. 
La température maximale relevée sur cette station est de 39,2 °C, atteinte le 25 juillet 2019 ; la température minimale est de −17,5 °C, atteinte le 1er janvier 1997,,.
Les paramètres climatiques de la commune ont été estimés pour le milieu du siècle (2041-2070) selon différents scénarios d'émission de gaz à effet de serre à partir des nouvelles projections climatiques de référence DRIAS-2020. Ils sont consultables sur un site dédié publié par Météo-France en novembre 2022.

## Urbanisme

### Typologie
Au 1er janvier 2024, Ham-les-Moines est catégorisée commune rurale à habitat dispersé, selon la nouvelle grille communale de densité à 7 niveaux définie par l'Insee en 2022.
Elle est située hors unité urbaine. Par ailleurs la commune fait partie de l'aire d'attraction de Charleville-Mézières, dont elle est une commune de la couronne,. Cette aire, qui regroupe 132 communes, est catégorisée dans les aires de 50 000 à moins de 200 000 habitants,.

### Occupation des sols
L'occupation des sols de la commune, telle qu'elle ressort de la base de données européenne d’occupation biophysique des sols Corine Land Cover (CLC), est marquée par l'importance des territoires agricoles (91,2 % en 2018), une proportion sensiblement équivalente à celle de 1990 (91,9 %). La répartition détaillée en 2018 est la suivante : 
prairies (68,2 %), zones agricoles hétérogènes (12,8 %), terres arables (10,3 %), zones urbanisées (8,8 %). L'évolution de l’occupation des sols de la commune et de ses infrastructures peut être observée sur les différentes représentations cartographiques du territoire : la carte de Cassini (XVIIIe siècle), la carte d'état-major (1820-1866) et les cartes ou photos aériennes de l'IGN pour la période actuelle (1950 à aujourd'hui).

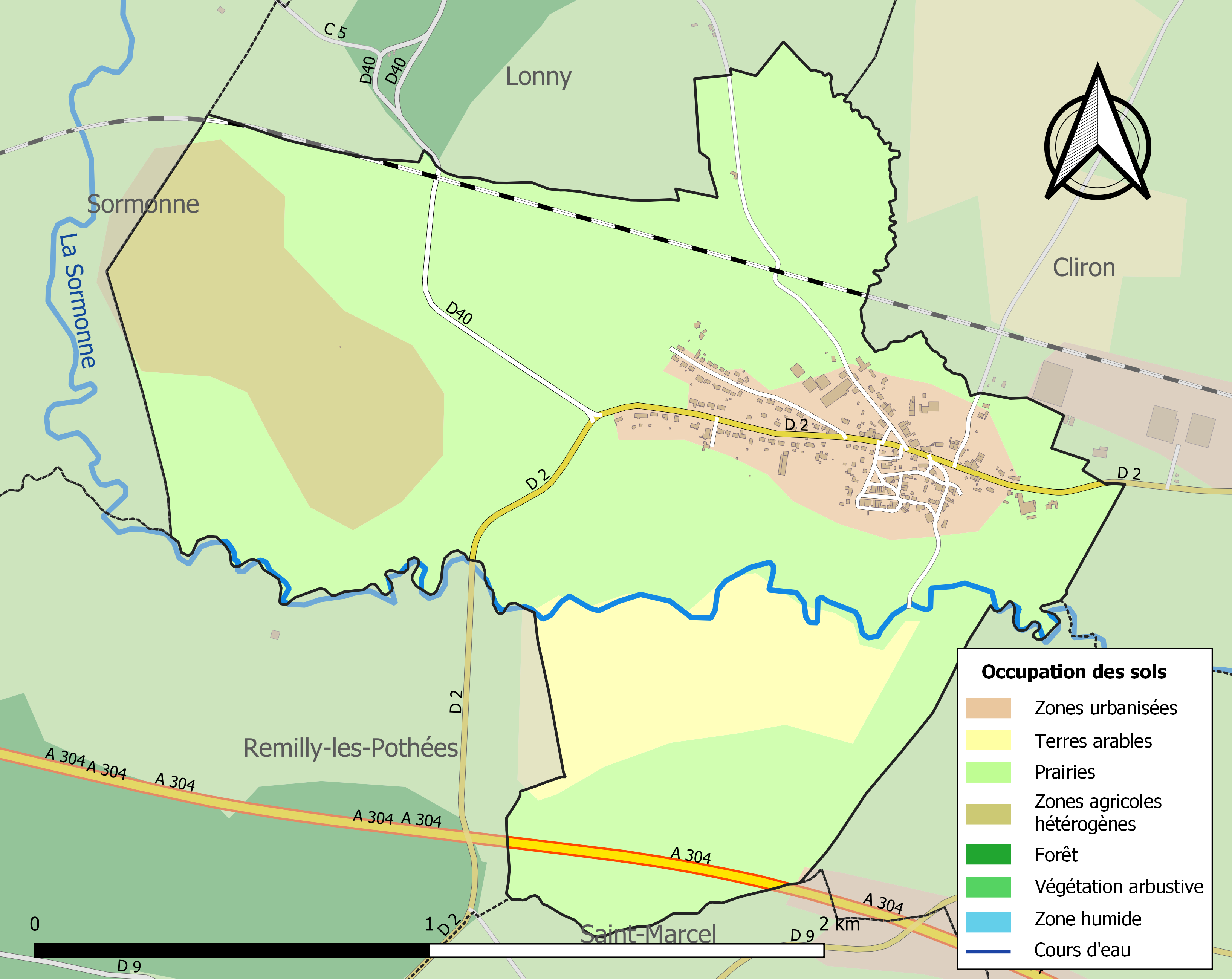
Carte des infrastructures et de l'occupation des sols de la commune en 2018 (CLC).

## Histoire
- Des deux forteresses de Ham-les-Moines, dont l'une s'appelait le Château du Seigneur, il ne reste plus que des vestiges.
- Un texte de 1186 décrit que Pierre de Montcornet fit don de tout le village de Ham avec l’église, la justice, le moulin, les terres, prés et bois, serveurs et servantes à un prieuré qui dépendait de l’abbaye de Saint-Nicaise à Reims. Le nom du village change alors en Hamus-Monachorum, Ham-les-Moines ou Le Ham-les-Moines.
- Pendant la Révolution, on écrit d’abord Ham-les-cy-devant-Moines, puis le nom est changé en Ham-sans-Culottes[16].

## Politique et administration
| Période                                  | Période   | Identité       | Étiquette | Qualité |
| ---------------------------------------- | --------- | -------------- | --------- | ------- |
| mars 2001                                | juin 2020 | Daniel Kostus  |           |         |
| juin 2020                                | En cours  | Jérôme Tissoux |           |         |
| Les données manquantes sont à compléter. |           |                |           |         |

Ham-les-Moines a adhéré à la charte du parc naturel régional des Ardennes, à sa création en décembre 2011.

## Démographie
L'évolution du nombre d'habitants est connue à travers les recensements de la population effectués dans la commune depuis 1793. Pour les communes de moins de 10 000 habitants, une enquête de recensement portant sur toute la population est réalisée tous les cinq ans, les populations de référence des années intermédiaires étant quant à elles estimées par interpolation ou extrapolation. Pour la commune, le premier recensement exhaustif entrant dans le cadre du nouveau dispositif a été réalisé en 2006.

En 2022, la commune comptait 360 habitants, en évolution de −4,76 % par rapport à 2016 (Ardennes : −2,97 %, France hors Mayotte : +2,11 %).
| 1793 | 1800 | 1806 | 1821 | 1831 | 1836 | 1841 | 1846 | 1851 |
| ---- | ---- | ---- | ---- | ---- | ---- | ---- | ---- | ---- |
| 202  | 225  | 235  | 204  | 256  | 279  | 229  | 260  | 272  |

| 1866 | 1872 | 1876 | 1881 | 1886 | 1891 | 1896 | 1901 | 1906 |
| ---- | ---- | ---- | ---- | ---- | ---- | ---- | ---- | ---- |
| 273  | 251  | 264  | 245  | 212  | 205  | 192  | 188  | 195  |

| 1911 | 1921 | 1926 | 1931 | 1936 | 1946 | 1954 | 1962 | 1968 |
| ---- | ---- | ---- | ---- | ---- | ---- | ---- | ---- | ---- |
| 158  | 181  | 172  | 163  | 163  | 166  | 247  | 226  | 237  |

| 1975 | 1982 | 1990 | 1999 | 2006 | 2011 | 2016 | 2021 | 2022 |
| ---- | ---- | ---- | ---- | ---- | ---- | ---- | ---- | ---- |
| 264  | 300  | 365  | 358  | 348  | 386  | 378  | 364  | 360  |

## Lieux et monuments

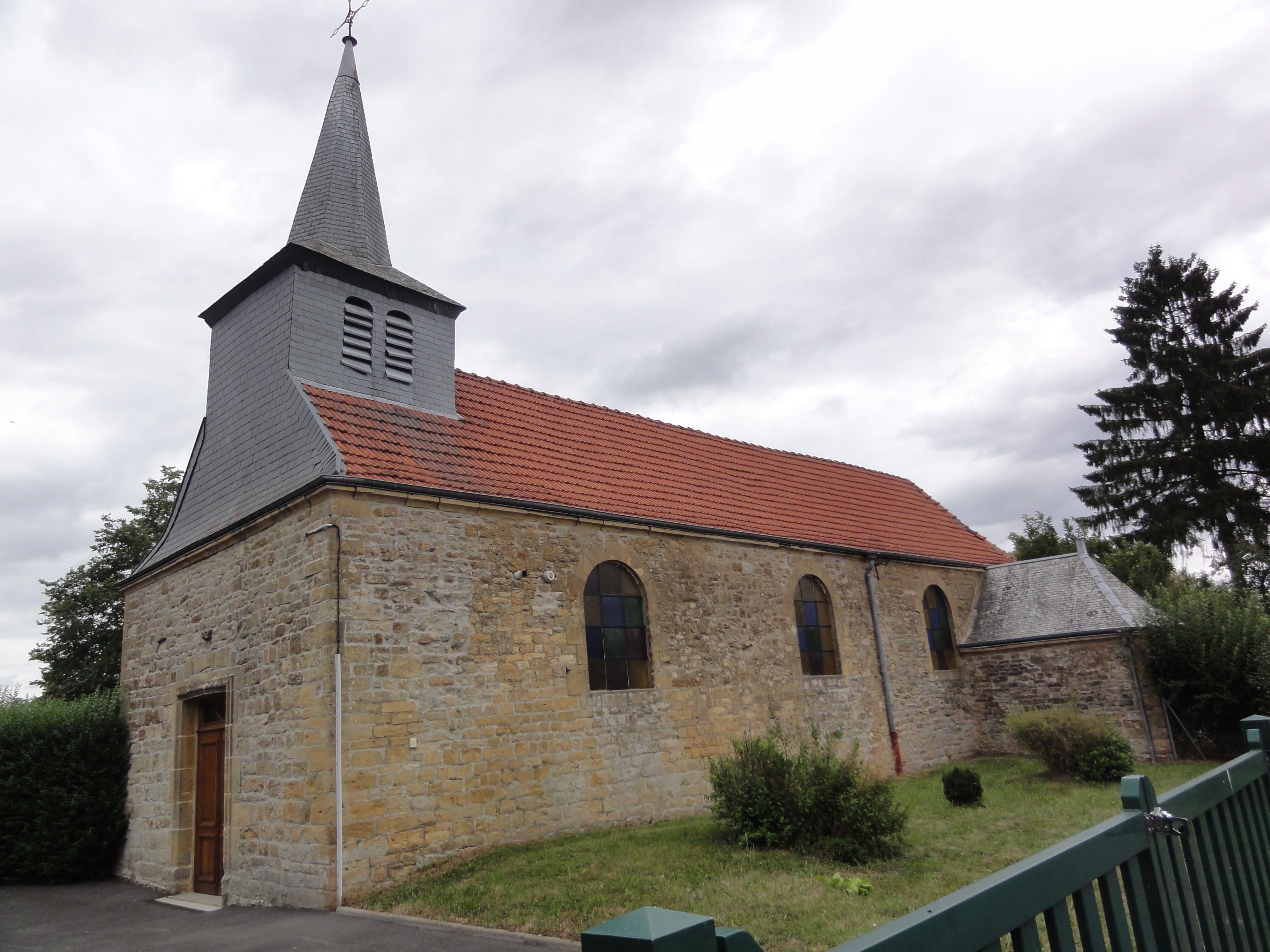
L'église de Ham-les-Moines.

- L'église Saint-Nicaise d'Ham-les-Moines.
- Les rives de la Sormonne.

## Personnalités liées à la commune
- Jacques Soulès, né à Ham-les-Moines le 27 septembre 1763, écrivain et poète, professeur au petit collège de Regniowez, et ensuite archiviste du département des Ardennes jusqu'en 1827.[réf. nécessaire]
- Félix Philippot, né à Ham-les-Moines, le 27 mars 1777, sergent, parti comme volontaire de Ham-les-Moines en 1793, revenu seulement en 1815 au pays natal, mort en 1853. Dans son Cahier du Sergent Philippot, il décrit le souvenir de ses campagnes sur le Rhin et aux Alpes et de sa captivité en Angleterre.[réf. nécessaire]